# دیوید دیویس (بازیگر اهل ولز)
دیوید دیویس (انگلیسی: David Davies; ۳ آوریل ۱۹۰۶ – June 1974 aged 68) بازیگر اهل بریتانیا بود.
از فیلم‌ها یا برنامه‌های تلویزیونی که وی در آن نقش داشته‌است می‌توان به جزیره گنج اشاره کرد.